# بقية عقدية
بقية عقدية (الاسم العلمي:Coreopsis nodosa) هو نوع نباتي يتبع جنس البقية من فصيلة النجمية.